# Тармас
Тармас (Tharmas) — в сложной мифологии Уильяма Блейка божество, ассоциирующееся с Богом Отцом и воплощающее один из четырёх фундаментальных и божественных аспектов человека, называемых «Зоа» (Zoas). Тармас — это «Зоа Запада», символизирующий телесное в человеке. Он представляет чувства. Блейк считал заблуждением разделение человека на тело и душу и писал: «У Человека нет Тела, отделённого от Души, поскольку то, что называют Телом, есть частица Души, отмеченная пятью Органами Чувств — главными вратами Души в этой жизни. Жизнь заключена в Энергии и происходит от Тела». Блейковский Тармас представляет «Родительскую мощь» и «Могущественного Отца». Его место — в чреслах. Он — пастух, его атрибут — пастушеский посох. Его металл — бронза. Его элемент — вода; «Море Времени и Пространства» — мир Тармаса. Тармас назван Демоном Вод. Его особый орган чувства — язык. Его искусство — живопись.
Эманацией Тармаса является Энион (Enion), которая символизирует половое влечение и вожделение. Тармас и Энион являются «земными родителями» Лоса и Энитармон.